# Тун Вели
Тун Вели је ненасељено острво у хрватском делу Јадранског мора, у акваторији општине Сали, у групи од 15 острва и острвца око северозападне стране Дугог Отока.
Тун Вели, је у наквеће острво у тој групи а налази се југозападно од острва Молата. Површина острвца износи 2,21 km². Дужина обалске линије је 8,406 km.. Највиши врх на острву је висок 126 m.
Њеов северозападни рт има светионик, који означава пролаз Вело Жапло према суседном острву Туну Малом. Наведени пролаз је један из групе 7 морслих пролаза у том подручју, заједничкохг имена Седмовраће.
Из поморске карте се види, да светионик шаље светлосни сигнал: BZ Bl 3s•. Домет светионика је 7 mi (11 km).
- (BZ-бела+зелена+бела светлост (светионик емитује белу, зелену, па опет белу светлост, које су видљиве свака под одређеним углом приближавања светионику. Углови под којим су видљиве поједине боје светлости коју емитује светионик, приказује поморска карта), Bl-светлосни блесак (где је интервал светла краћи него интервал таме), 3s—циклус се понавља после 3 секунде паузе.)